# 로이 하퍼
로이 하퍼(Roy Harper, 1941년 6월 12일 ~ )는 잉글랜드의 가수이다.